# Máire Whelan
Máire Rita Whelan (* 24. November 1956 in Kinvara, County Galway, Irland) ist eine Richterin, frühere Attorney General of Ireland und vormalige irische Prozessanwältin. 

## Leben
Whelan studierte Politik und Soziologie am University College Galway. Sie erwarb ihren Master of Laws an der University of London. 1985 wurde sie am King’s Inns zur Anwaltschaft zugelassen. 2005 wurde sie zur Senior Counsel ernannt.
Whelan engagierte sich in der Irish Labour Party.
Unter dem Taoiseach Enda Kenny war sie von 9. März 2011 bis 14. Juni 2017 zur Attorney General of Ireland ernannt worden. 
Am Ende der Regierung Kenny II wurde Whelan zur Richterin am Court of Appeal ernannt. Die Ernennung führte zu einer kurzen Regierungskrise in der Regierung Varadkar I, weil die Ernennung offenbar ohne Antrag Whelans und nach längerer Freihaltung des Postens erfolgte und Varadkar dies umsetzte. Da Whelan aber bereits wegen der Ernennung an Fällen des Gerichts mitwirkte, hätte eine Rücknahme der Ernennung juristische Probleme bedeutet. Chief Justice Susan Denham erklärte, dass dieser Eingriff eine unerlaubte Einwirkung auf die Unabhängigkeit der Justiz sei. Whelan verblieb im Amt.

## Privates
Whelan ist seit 1991 mit dem Rechtsanwalt Bernard McCabe verheiratet und hat ein Kind mit ihm.